# Ijaw
Ijaw eller ijo är en folkgrupp i södra Nigeria. Antalet ijaw uppgår till drygt två miljoner personer (2005). Deras språk tillhör kwa-gruppen inom Niger-Kongospråken.
Tidigare livnärde de sig huvudsakligen som fiskare i träskmarkerna i Nigerdeltat. De östliga ijaw deltog i den tidiga europeiska handeln med palmolja och slavar, och utvecklade flera stadsstater, som bland andra Bonny och Brass. Nigerias tidigare president Goodluck Jonathan tillhör ijawfolket.